# La Parrala

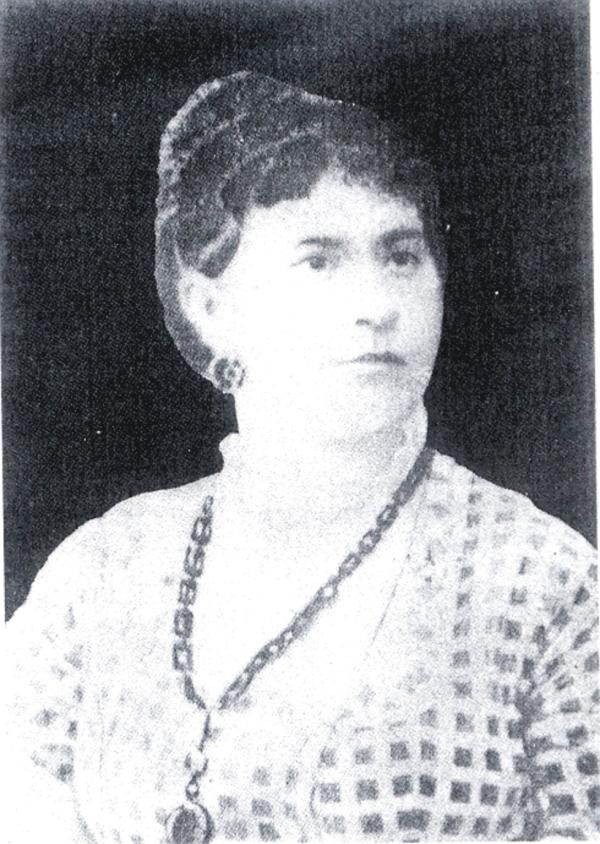
La Parrala

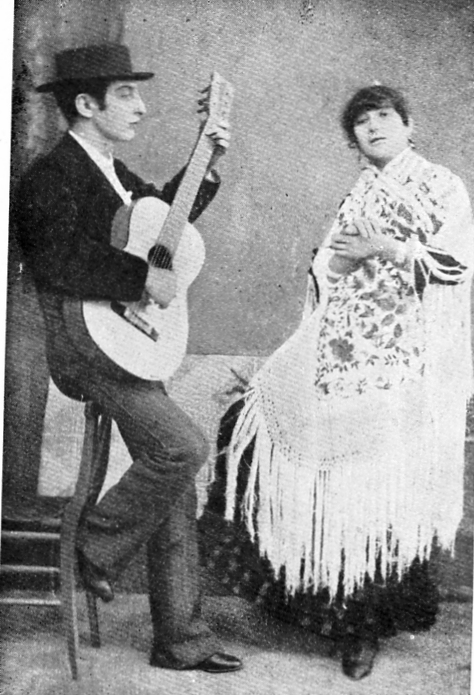
Paco de Lucena i La Parrala

Dolores Parrales Moreno (ur. 1845 w Moguer w prowincji Huelva w Hiszpanii, zm. 1915 w Sewilli w Hiszpanii), lepiej znana jako La Parrala – hiszpańska śpiewaczkaą pieśni flamenco. Jedna z najbardziej znaczących wykonawczyń tych pieśni śpiewających je w kawiarniach, kabaretach i kafejkach.
La Parrala artystycznie ukształtowała się w Sewilli i opanowała wiele serenad, pieśni seguidilla i w szczególności pieśni soleá.
Hiszpański poeta Federico García Lorca poświęcił jej wiersz pt. Café cantante (Śpiewaczka z café) w swoim zbiorze wierszy Liryka pieśni głębokiej (hiszp. Poema del cante jondo).